# One Last Breath
"One Last Breath" é uma canção da banda americana Creed, lançada em 15 de abril de 2002 em seu álbum de estúdio Weathered (2001). 

## Paradas musicais
| País/Parada (2002)                              | Melhor posição |
| ----------------------------------------------- | -------------- |
| Austrália (ARIA)                                | 43             |
| Alemanha (Offizielle Deutsche Charts)           | 89             |
| Irlanda (IRMA) with "Bullets"                   | 41             |
| Nova Zelândia (Recorded Music NZ)               | 29             |
| Escócia (Scottish Singles Chart) with "Bullets" | 42             |
| Reino Unido (UK Singles Chart) with "Bullets"   | 47             |
| Estados Unidos (Billboard Hot 100)              | 6              |
| Estados Unidos (Billboard Adult Top 40)         | 2              |
| Estados Unidos (Billboard Alternative Airplay)  | 17             |
| Estados Unidos (Billboard Mainstream Rock)      | 5              |
| Estados Unidos (Billboard Mainstream Top 40)    | 4              |

## Vendas e certificações
| Região                                                        | Certificação | Vendas     |
| ------------------------------------------------------------- | ------------ | ---------- |
| Brasil (Pro-Música Brasil)                                    | Ouro         | 30,000‡    |
| Estados Unidos (RIAA)                                         | 2× Platina   | 2,000,000‡ |
| Reino Unido (BPI)                                             | Prata        | 200,000‡   |
| Nova Zelândia (RMNZ)                                          | 2x Platina   | 60,000‡    |
| ‡vendas+valores de streaming baseados somente na certificação |              |            |